# Oken (cràter)
Oken és un cràter d'impacte situat a prop del terminador sud-oriental de la Lluna. Normalment és visible des de la Terra, però presenta un escorç considerable i es troba dins la regió de la superfície que està subjecta a libració. Al sud i a l'est del cràter hi ha l'ampli i desigual Mare Australe, que s'estén fins a la cara oculta de la Lluna.

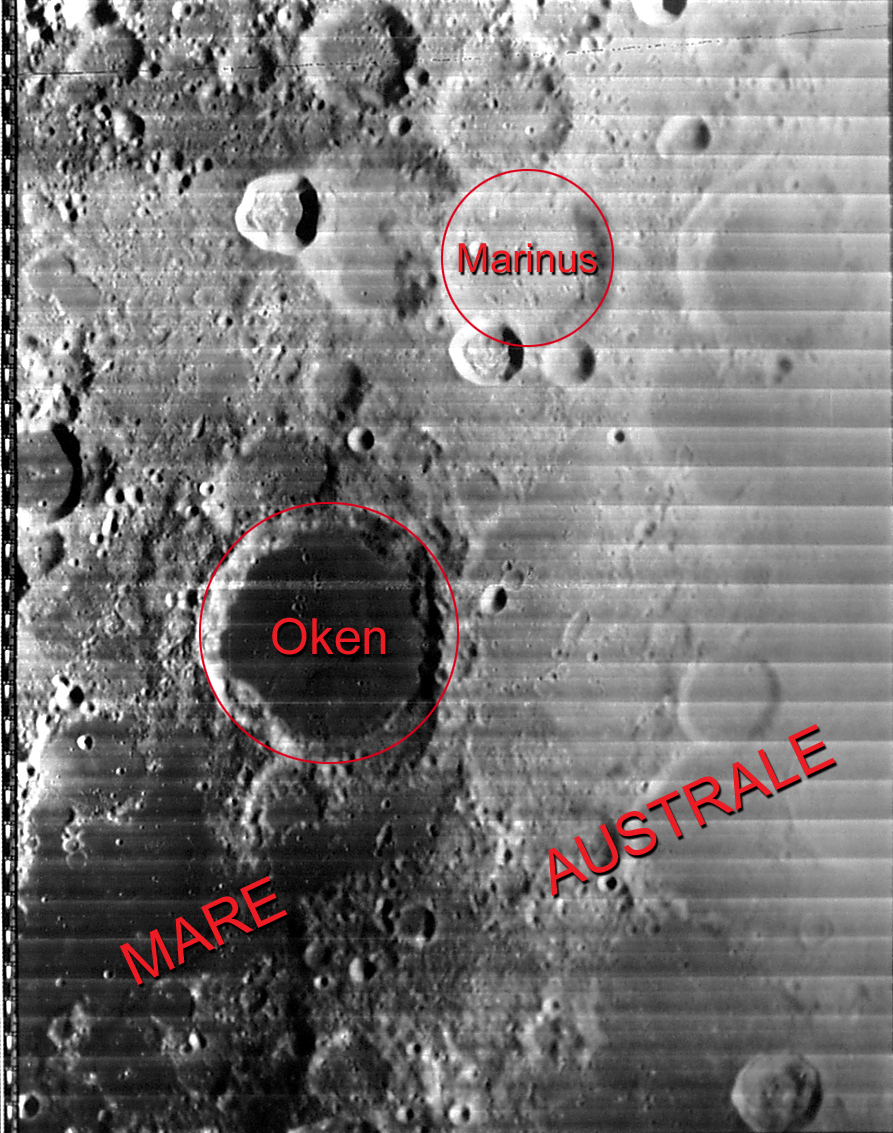
Localització d'Oken (centre esquerra de la imatge)
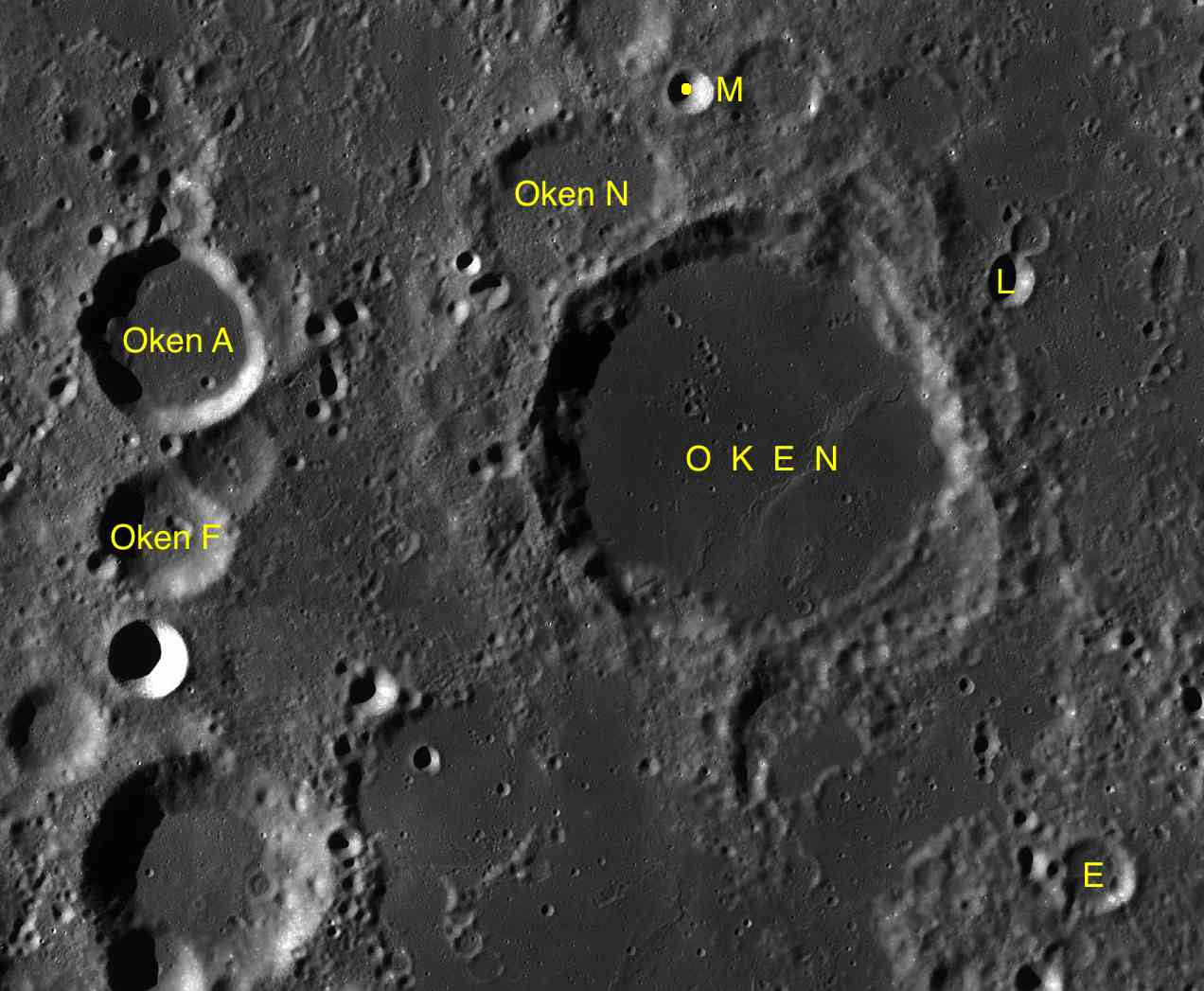
Cràters satèl·lit
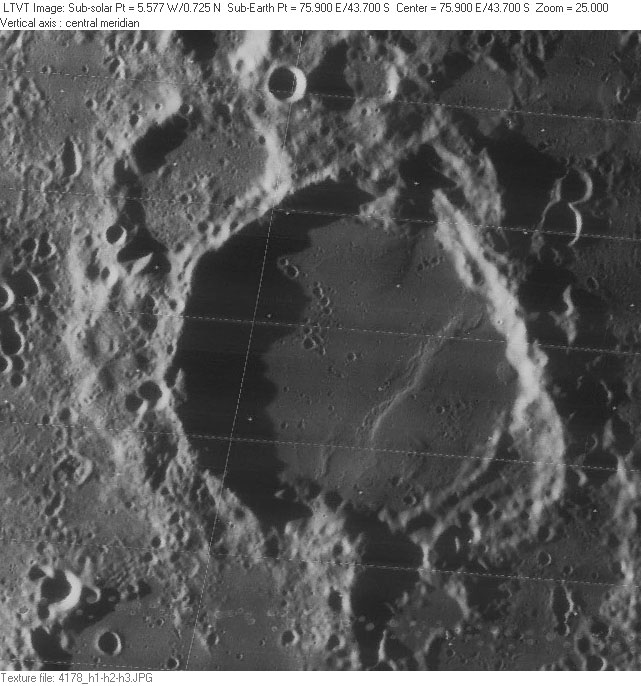
Fotografia de la missió Lunar Orbiter IV-178H (1967)

L'interior d'aquest cràter va ser inundat per la lava basàltica, produint una superfície gairebé a nivell, amb una albedo baixa. Una sèrie de petits cràters marquen aquesta superfície, particularment al sector nord-oest. L'anell de muntanyes circumdant ha estat erosionat per successius impactes, i posseeix una configuració una mica distorsionada respecte a una veritable forma circular. Presenta una àmplia protuberància a la vora cap al sud-est, on la superfície és més baixa i més resistent. També es localitzen petites protuberàncies cap al sud-oest i el nord-oest. La vora està marcada per una sèrie de petits impactes, particularment al sud-oest.

## Cràters satèl·lit
Per convenció aquests elements són identificats en els mapes lunars posant la lletra en el costat del punt central del cràter que està més proper a Oken.
| Oken | Coordenades                          | Diàmetre |
| ---- | ------------------------------------ | -------- |
| A    | 43° 12′ S, 71° 18′ E / 43.2°S,71.3°E | 36 km    |
| E    | 46° 06′ S, 78° 54′ E / 46.1°S,78.9°E | 12 km    |
| F    | 44° 24′ S, 71° 30′ E / 44.4°S,71.5°E | 21 km    |
| L    | 43° 06′ S, 78° 12′ E / 43.1°S,78.2°E | 10 km    |
| M    | 41° 48′ S, 75° 24′ E / 41.8°S,75.4°E | 7 km     |
| N    | 42° 24′ S, 74° 30′ E / 42.4°S,74.5°E | 40 km    |